# Màlic I
Màlic I (àrab: مالك, Mālik) fou rei dels nabateus vers el 50 aC quan va succeir a Obodes II. Era rei quan Herodes el Gran fou expulsat de Judea per la invasió dels parts el 40 aC i es va refugiar a les seves terres, i tot i que devia alguns favors a la família, va refusar de rebre'l. El 32 aC, ja amb Herodes al tron, va esclatar la guerra amb els nabateus quan Màlic va refusar pagar el tribut que Marc Antoni havia fixat a favor de l'Egipte de Cleòpatra (Herodes fou enviat contra Màlic per Marc Antoni per aconseguir el tribut per la força) i la guerra va seguir dos anys que en general es poden considerar favorables al rei jueu (30 aC). Va morir el 28 aC i el va succeir Obodes III.